# عبد الحق خرباش
عبد الحق خرباش (مواليد 25 يونيو 1995) هو لاعب مصارعة حرة جزائري فاز بمجموع 3 ذهبيات، 3 فضيات وبرونزية واحدة في بطولة أفريقيا للمصارعة. شارك في منافسات وزن 57 كم في أولمبياد 2020.

## وصلات خارجية
- عبد الحق خرباش على موقع قاعدة بيانات المصارعة الدولية (الإنجليزية)
- عبد الحق خرباش على موقع قاعدة بيانات المصارعة الدولية (الإنجليزية)
- عبد الحق خرباش على موقع اللجنة الأولمبية الدولية (الإنجليزية)
- عبد الحق خرباش على موقع أوليمبيديا (الإنجليزية)